# لوسیفر

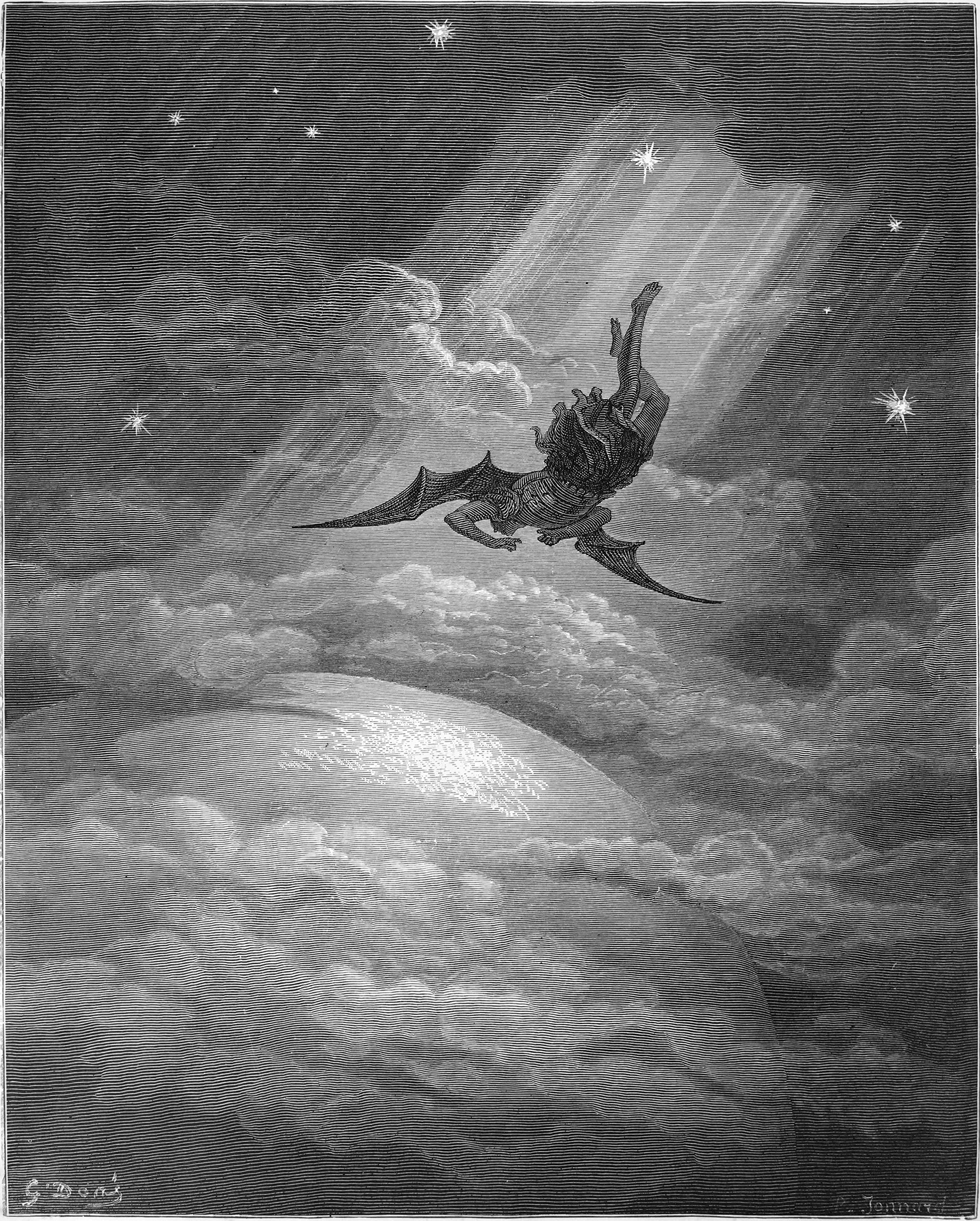
شیطان در بهشت گمشده میلتون لوسیفر نیز نامیده شده‌است در بخش مربوط به سقوط آدم کتاب سوم خط ۷۳۹-۷۴۲ نگاشته شده توسط جان میلتون.

لوسیفِر (به انگلیسی: Lucifer) نامِ قبل از سقوطِ شیطانی است که بنا بر متون ادیان ابراهیمی، موجب سقوط آدم شد. ریشۀ نام لوسیفر از زبان لاتین به‌معنی «آورندۀ نور» است. در متون لاتینی پیش از مسیحیت، لوسیفر نامی بود که به سیارۀ زهره گفته شده بود. عناوین «ستارهٔ صبحگاهی» و «ستارهٔ شامگاهی»، تنها برای نورانی‌ترین سیاره، یعنی سیارهٔ زهره (ناهید) به‌کار می‌رفت. سیارهٔ زهره بسیار درخشان‌تر از ستاره‌های حقیقی آسمان بوده، چشمک نمی‌زند، بلکه با نوری ثابت و نقره‌فام، نورافشانی می‌کند.
لوسیفر (/ lʲu:sɪfər / لو-SIF-ər) در عبری به شکل הֵילֵל در اشعیا ۱۴:۱۲ آمده است. این واژه، ترجمۀ تحت‌اللفظی hêlêl تنها یک بار در کتاب مقدس یهود آمده است و توسط مترجمان متأخر به معنی «درخشان و ستارۀ صبح» نیز ترجمه شده است. واژۀ لوسیفر از نسخۀ لاتین قدیمی کتاب مقدس گرفته شده است که ترجمۀ הֵילֵל به معنای شیطان است.
در سنت مسیحی، استفاده از واژۀ لاتین «ستاره صبح» به‌عنوان یک نام مناسب برای شیطان، قبل از سقوط او بود؛ در نتیجه، این اسم به‌صورت نامی پرکاربرد در «بهشت» جان میلتون و «دوزخ» دانته و در کلیسا و ادبیات عامه‌پسند تبدیل شده است. به‌طور کلی، محققان بر این باور بودند که نام لوسیفر، یک اسطورۀ قدیمی در اساطیر کنعانی است.

## نگارخانه

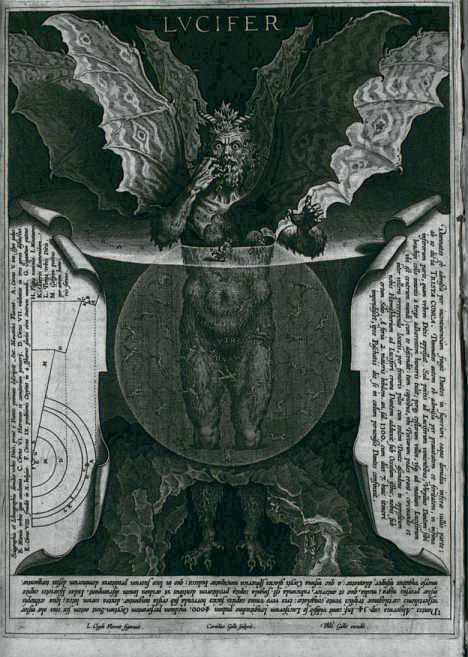
نقاشی لوسیفر از جهنم دانته
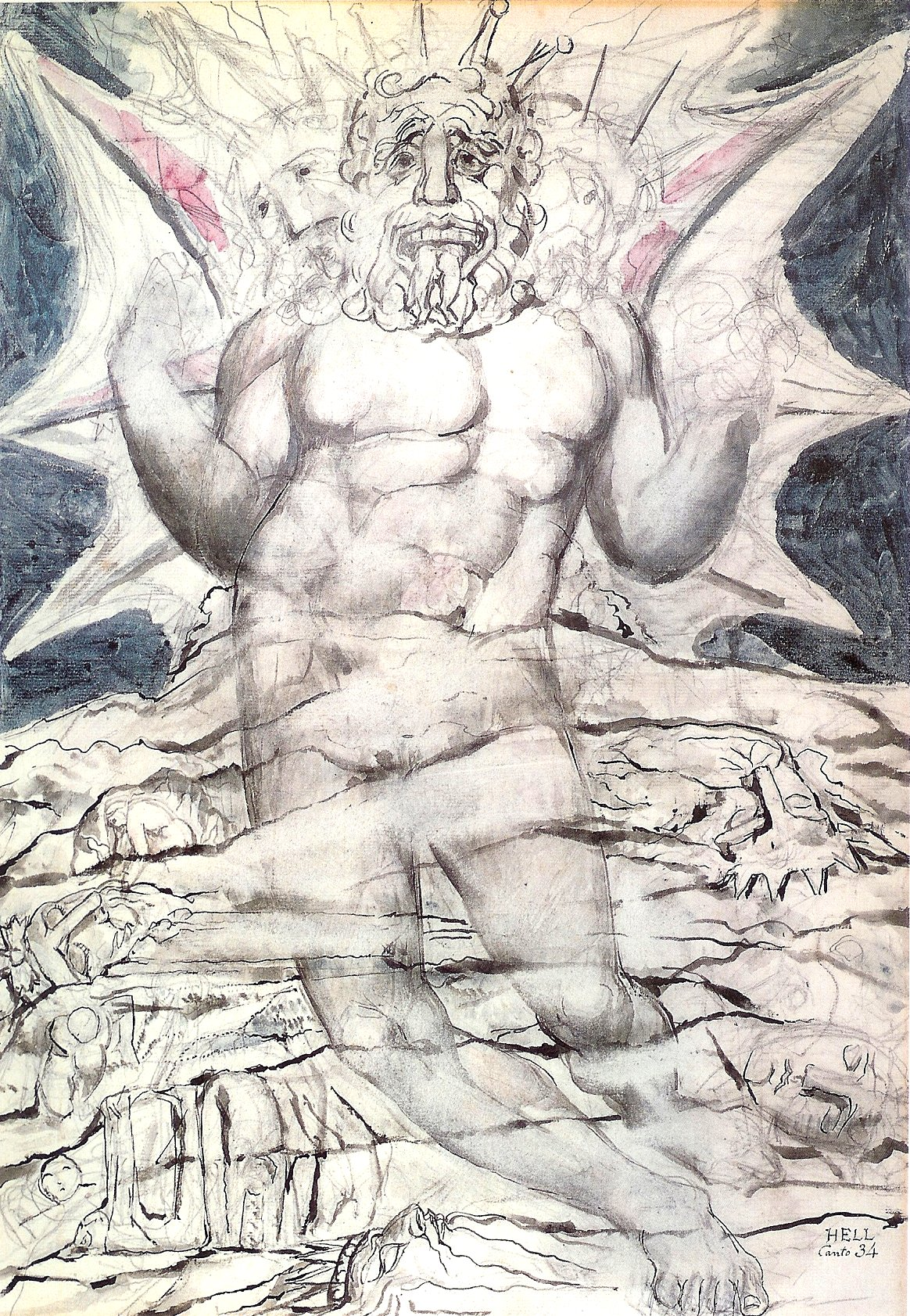
لوسیفر کشیده‌شده توسط ویلیام بلیک از جهنم دانته
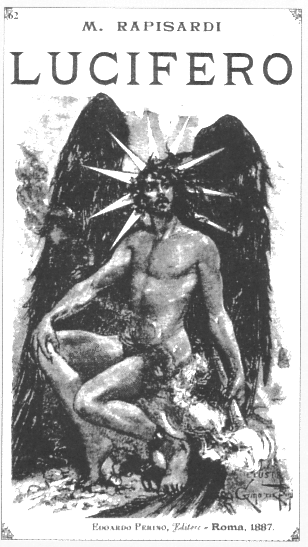
جلد اشعار لوسیفر
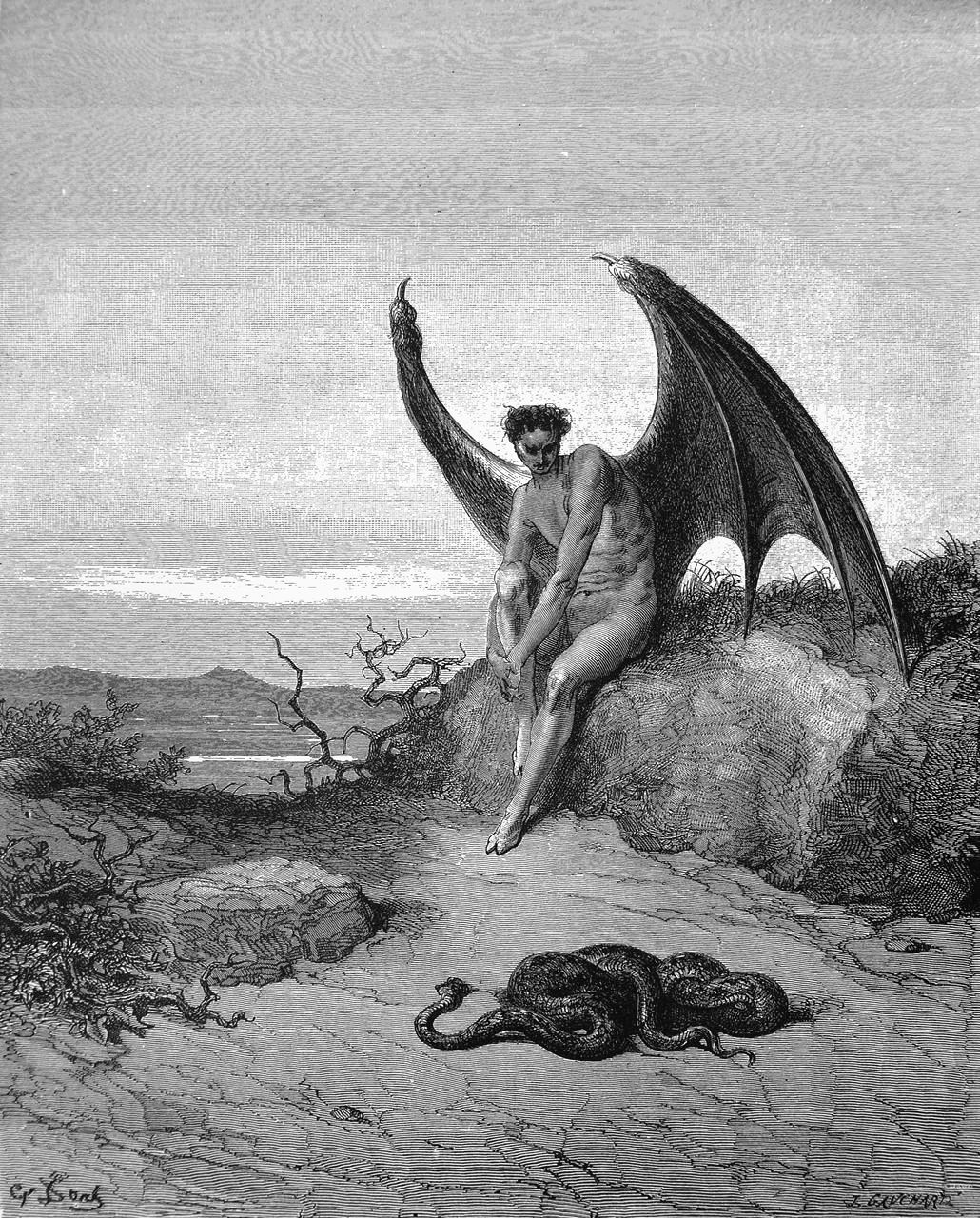
نقاشی لوسیفر از گوستاو دور از کتاب بهشت گمشده, کتاب نهم،  ۱۷۹-۱۸۷ بایگانی‌شده  در ۱۱ اکتبر ۲۰۱۱ توسط Wayback Machine
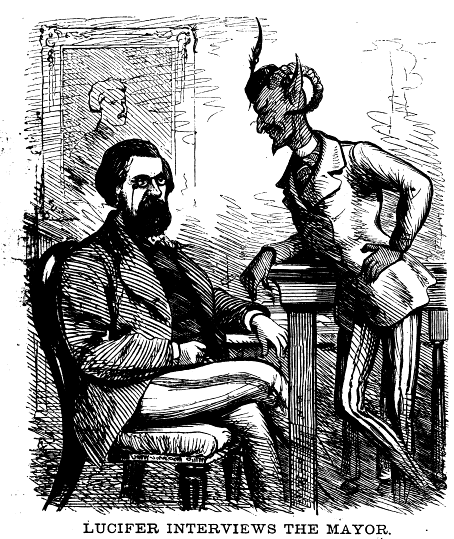
مایر هال و لوسیفر از هنرمندی نامعلوم